# Worms: Ultimate Mayhem
Worms: Ultimate Mayhem est un jeu vidéo d'artillerie développé par Team17. Il est sorti le 28 septembre 2011. Il s'agit d'une compilation des contenus de Worms 3D et de Worms 4: Mayhem, tout en y ajoutant des niveaux exclusifs et de nouveaux graphismes.

## Distribution
Erik C. Wiese (VF : Patrick Pellegrin & Gilbert Levy) : Eric C. Eldritch Fitzgérald / Tiggle Von Tigglewinks
Carlos J. Alazraqui (VF : Jean-Michel Vovk & Gilbert Lely) : Judith James Fitzgérald